# أرمين واينبرغر
أرمين واينبرغر (بالإنجليزية: Armin Weinberger)‏ وهو أستاذ ألماني للتعليم التعاوني المدعوم بالكمبيوتر في جامعة سارلاند وجامعة لودفيغ ماكسيميليان في ميونخ.

## أبحاثه
في أغسطس 2007، قام مع كارستين ستيجمان وفرانك فيشر بدراسة معادلة المعرفة ومشاركة المعرفة التي أظهرت بحلول ديسمبر من نفس العام أن مخطوطات التعاون يمكن أن تحسن الجودة الرسمية لكل من الحجج الفردية والتسلسلية.
في عام 2010، عمل مع نفس المجموعة من العلماء واستخدم تصميم 2 × 2 لدراسة كل من المجال الخاص والتعلم العام للنطاق.

## وصلات خارجية
- أرمين واينبرغر منشورات مفهرسة من قبل جوجل سكولار